# Urocordylus
L’urocordilo (Urocordylus wandesfordii) è un anfibio estinto, appartenente ai nectridei. Visse nel Carbonifero superiore (circa 318 - 314 milioni di anni fa) e i suoi resti fossili sono stati ritrovati in Irlanda. 

## Descrizione
I fossili di questo animale, lungo circa 15-20 centimetri, fanno supporre che la forma e le dimensioni fossero simili a quelle di un'odierna salamandra dal corpo sottile e allungato e dalla coda allungatissima. Quest'ultima, in particolare, era una caratteristica fondamentale di Urocordylus e delle forme a esso simili: era lunga quasi tre volte il corpo e fortemente appiattita lateralmente, grazie alla presenza di archi emali molto sviluppati al di sotto delle vertebre e di archi neurali sopra di esse, più o meno di egual misura. Il corpo era dotato di sole 19 vertebre, mentre le zampe erano piuttosto corte ma non minuscole. Al contrario degli altri nectridei, Urocordylus possedeva ancora cinque dita nelle mani. L'ischio e il pube non erano connessi saldamente fra loro, mentre il femore era robusto e tibia e fibula erano lunghe circa due terzi del femore. 
Il cranio di Urocordylus non è ben conosciuto, ma doveva essere piuttosto corto e le orbite si trovavano a metà della sua lunghezza. Le ossa delle guance erano poco unite a quelle della scatola cranica, e l'orbita non sembrava estendersi fino a raggiungere l'osso mascellare. Curiosamente, nonostante le probabili abitudini acquatiche di Urocordylus, non erano presenti i tipici solchi cranici della linea laterale.

## Classificazione
Urocordylus wandesfordii venne descritto per la prima volta nel 1866 da Wright e Huxley, sulla base di fossili ritrovati nella zona di Jarrow in Irlanda e risalenti al Carbonifero superiore. Urocordylus è il genere eponimo degli urocordilidi, un gruppo di anfibi nectridei dalla coda eccezionalmente allungata, dalle chiare abitudini acquatiche. Di questa famiglia fanno parte anche l'americano Ptyonius e l'europeo Sauropleura. Al genere Urocordylus è stata attribuita a volte anche la specie U. scalaris della Repubblica Ceca, più recente di qualche milione di anni, ma che solitamente è considerata appartenere al genere Sauropleura.

## Paleobiologia
Probabilmente l'urocordilo era un eccellente nuotatore e passava pochissimo tempo sulle terre emerse: nuotava per mezzo dei movimenti ondulatori del corpo e della lunga coda appiattita, principale mezzo di propulsione. Le corte zampe servivano probabilmente a orientare l'animale attraverso le paludi del Carbonifero. Le sue prede dovevano essere minuscoli pesci e artropodi primitivi. Non è chiaro a cosa servisse il cranio altamente cinetico di Urocordylus e dei generi affini; forse l'alta mobilità delle fauci permetteva all'animale di trafiggere con più efficacia le prede di cui si nutriva (Carroll et al., 1998).